# Albrecht Rissler
Albrecht Rissler (* 1944 in Balingen) ist ein deutscher Zeichner.

## Leben
Der Sohn des Holzbildhauers Josef Albert Rissler absolvierte nach der Volksschule eine Lehre als Dekorateur und arbeitete anschließend als Plakatmaler in einem Modehaus. In Pforzheim war 1963 seine erste Einzelausstellung mit Kleinplastiken und Malerei zu sehen. Er war von 1969 bis 1971 Student am Pädagogischen Fachseminar in Gengenbach und unterrichtete zehn Jahre lang als Fachlehrer für musisch-technische Fächer, zuletzt an der Internationalen Gesamtschule Heidelberg. 1981 gründete er ein Atelier für Illustration und arbeitete von 1985 bis 1987 mit Horst Stern, dem Herausgeber des Umweltmagazins natur, zusammen.
1987 erhielt er in Stuttgart einen Lehrauftrag an der Merz Akademie der Hochschule für Gestaltung, Kunst und Medien und 1988 eine Berufung zum Professor für Zeichnen und Illustration an der Fachhochschule Mainz, Fachbereich Gestaltung. Seit 1995 veröffentlichte er mehrere Bücher zum Thema Zeichnen und gibt seit 2002 u. a. während des Kunstsommers im Kloster Irsee, an der Sommerakademie Oppenheim und an der Kunstakademie Bad Reichenhall Zeichenkurse.

## Veröffentlichungen
- Unterwegs mit Stift und Skizzenbuch. Calwey Verlag, München 1995, ISBN 3-7667-1187-3.
- Unterwegs mit Stift und Skizzenbuch. überarbeitete und erweiterte Neuauflage. dpunkt.verlag, Heidelberg 2017, ISBN 978-3-86490-420-2.
- Zeichnen in der Natur. Edition Michael Fischer, München 2012, ISBN 978-3-86355-098-1.
- Zeichnen in der Natur. Neuauflage. Boesner, 2023, ISBN 978-3-928003-44-5.
- Zeichnen, Tipps für Kreative. dpunkt.verlag, Heidelberg 2015, ISBN 978-3-86490-239-0.
- Dibujo Creativo, 100 trucos para desarrollar tu talento. Hoaki Books, Barcelona 2019, ISBN 978-84-17656-12-6.
- Creative Drawing, 100 Tips to Expand your Talent. Hoaki Books, Barcelona 2019, ISBN 978-84-17656-11-9.
- Zeichnen was da so rumliegt. dpunkt.verlag, Heidelberg 2021, ISBN 978-3-86490-721-0.
- Komposition: Die Kunst der Bildgestaltung – Eine Sehschule nicht nur für Fotografen. dpunkt.verlag, Heidelberg 2014, ISBN 978-3-86490-141-6.
- Photographic Composition, Principles of Image Design. rockynook, Santa Barbara, ISBN 978-1-937538-56-9.
- Komposition. Chinese Edition, ISBN 978-7-5514-0823-3.
- Komposition. Russian Edition
- Rainer Maria Rilke.Geschichten vom lieben Gott. mit Zeichnungen von Albrecht Rissler. Insel Verlag, Frankfurt am Main / Leipzig 2007, ISBN 978-3-458-17367-0.